# Acrostictomyia subapicalis
Acrostictomyia subapicalis är en tvåvingeart som beskrevs av Blanchard 1938. Acrostictomyia subapicalis ingår i släktet Acrostictomyia och familjen fläckflugor. Inga underarter finns listade i Catalogue of Life.